# Erzeparchie Prešov

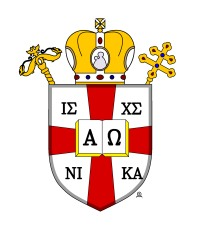
Wappen der Erzeparchie Prešov

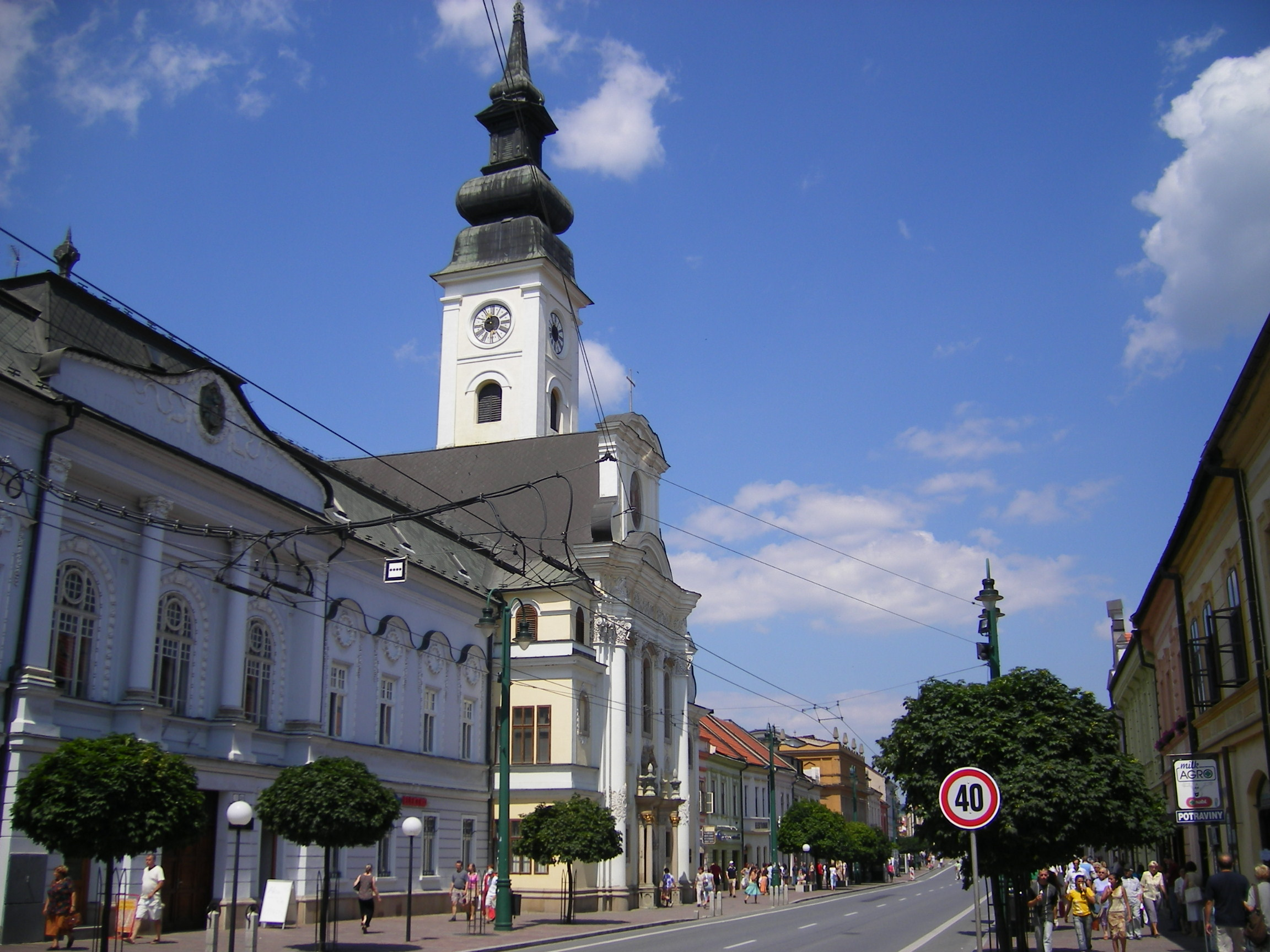
Kathedrale des heiligen Johannes des Täufers in Prešov

Die Erzeparchie Prešov (lateinisch Archieparchia Presoviensis) ist eine mit der römisch-katholischen Kirche unierte griechisch-katholische Erzeparchie auf dem Staatsgebiet der Slowakei. Derzeitiger Apostolischer Administrator der Erzeparchie Prešov ist Bischof Peter Rusnák.

## Geschichte
Die heutige Eparchie zu Prešov war bis zum 22. September 1818 Teil der am 19. September 1771 errichteten ruthenischen Eparchie Mukatschewe. Bis zum 18. Januar 1996 gehörten der Eparchie Prešov die griechisch-katholischen Christen auf dem heutigen Gebiet Tschechiens an. Diese werden seit 1996 in dem neu gegründeten Apostolischen Exarchat von Tschechien pastoral betreut. Am 27. Januar 1997 ging aus der Eparchie Prešov das neu gegründete Apostolische Exarchat Košice hervor.
Am 30. Januar 2008 erhob Papst Benedikt XVI. mit der Apostolischen Konstitution Spiritali emolumento die bisherige Eparchie Prešov zur Erzeparchie und unterstellte dieser die Eparchien Bratislava und Košice als Suffragandiözesen. Seither ist das Gebiet der Erzerparchie deckungsgleich mit dem politischen Bezirk Prešovský kraj. Dadurch wurde der Metropolit von Prešov als Erzexarch auch Ersthierarch (Rangoberster) der Slowakischen griechisch-katholischen Kirche.